# 서적상

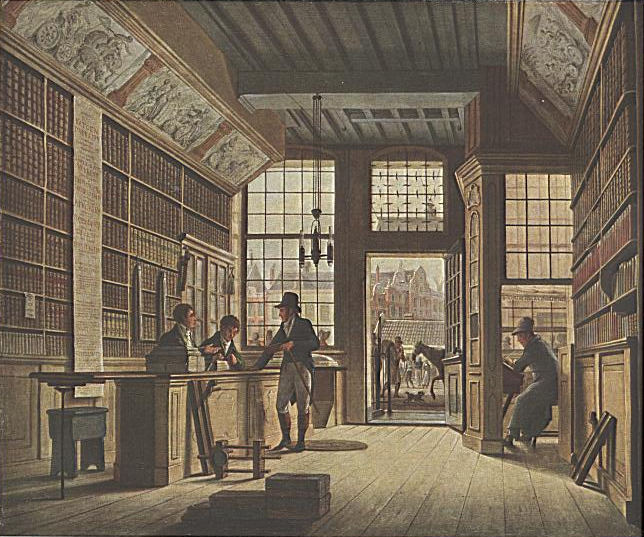

서적상(書籍商) 또는 책장수는 서적을 파는 상인이다. 책을 구매하는 고객에게 고객이 추구하는 책을 찾을 수 있도록 조언하는 역할을 한다.